# Idaea holosericearia
Idaea holosericearia är en fjärilsart som beskrevs av Herrich-Schäffer 1845. Idaea holosericearia ingår i släktet Idaea och familjen mätare. Inga underarter finns listade i Catalogue of Life.